# Tritonicula myrakeenae
Tritonicula myrakeenae is een slakkensoort uit de familie van de tritonia's (Tritoniidae). De wetenschappelijke naam van de soort werd in 1986, als Tritonia myrakeenae, voor het eerst geldig gepubliceerd in 1986 door Bertsch & Mozqueira. In 2020 werd een aantal Tritonia-soorten werd verplaatst naar een nieuw geslacht Tritonicula als resultaat van een integratieve taxonomische studie van de Tritoniidae-familie.